# Jean-Baptiste Bourguignon d'Anville
Pour les articles homonymes, voir Bourguignon.

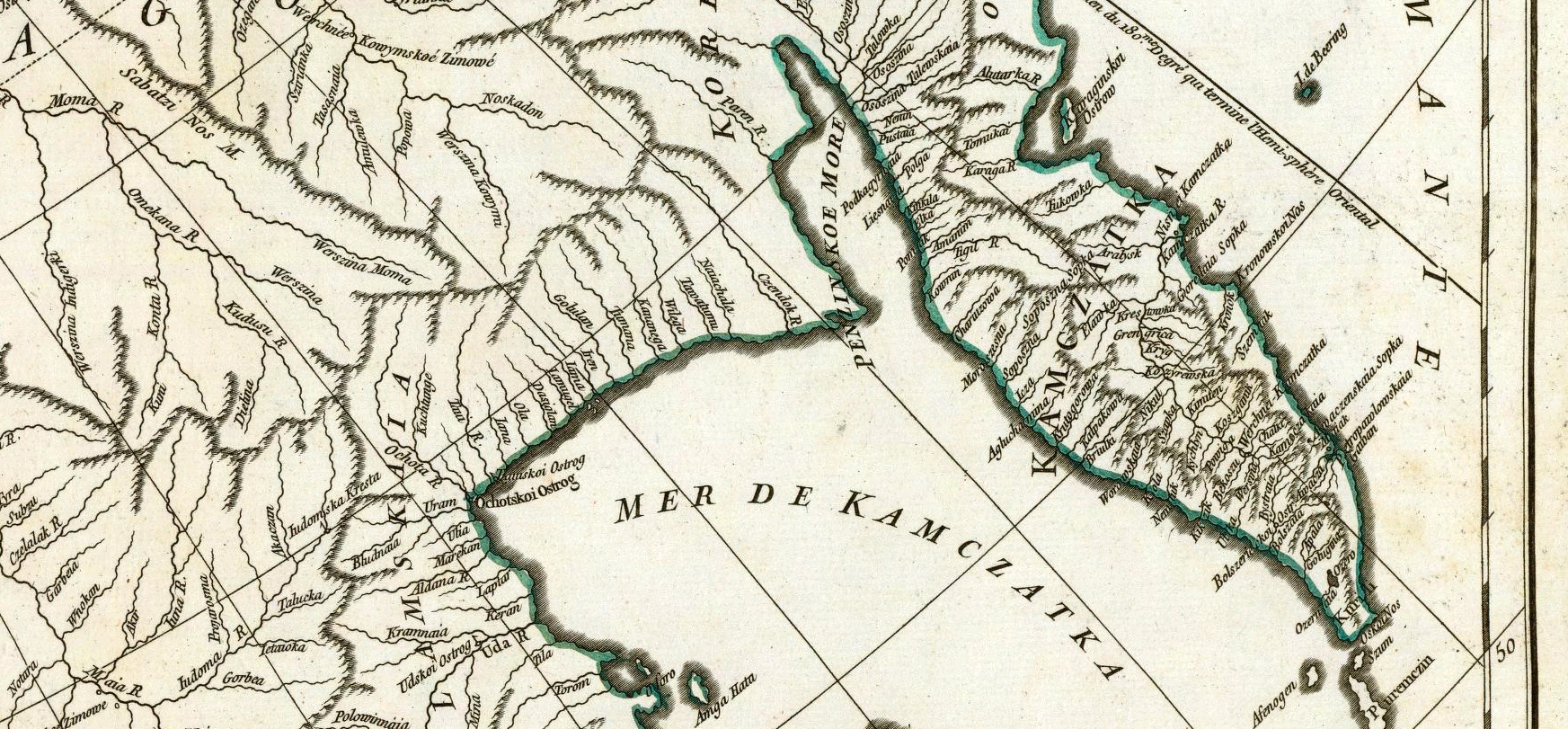
Jean-Baptiste Bourguignon d’Anville : Troisième partie de la carte d’Asie, contenant la Sibérie, et quelques autres parties de la Tartarie (1753)

Bourguignon d'Anville : Amérique Septentrionale (1746)

Jean-Baptiste Bourguignon d’Anville, également écrit Danville, est un géographe et cartographe français, né le 11 juillet 1697 à Paris (France) où il est mort le 28 janvier 1782.
Il est le frère de l'artiste Hubert-François Gravelot, graveur et illustrateur célèbre, qui réalisa un grand nombre des cartouches de ses cartes.

## Biographie
Fils d'un tailleur parisien, Jean-Baptiste Bourguignon d'Anville a bénéficié d'une éducation de qualité, notamment au Collège des Quatre-Nations. Nommé géographe du roi à 21 ans en 1718, il était aussi lié avec la famille du  Duc d'Orléans qui l'a soutenu « pendant près de quarante ans » et qu'il initia au dessin de cartes géographiques. Il forma le jeune Louis XV sur le conseil de Claude Delisle avec lequel il travailla. D'Anville produisit 211 cartes, considérées comme les meilleures de son époque. Leur précision, basée sur les découvertes les plus récentes, révolutionna la cartographie. Parmi les plus importantes se trouvent les cartes de la Chine (1735) dressées pour accompagner la Description de la Chine de Jean-Baptiste Du Halde, qui restèrent la référence jusqu’au XIXe siècle, de l’Italie (1743), de l’Afrique (1749), de l’Asie (1751) et de l’Inde (1752).
Il publia un Atlas général en 1737, des atlas historiques et de nombreux écrits sur la géographie et la météorologie anciennes. Il ne donne à l’Encyclopédie qu'un seul article, Etésiens (Vents), ce que regrette d'Alembert : « Un bon dictionnaire géographique serait un ouvrage bien digne des soins & des connaissances de M. d’Anville, de l’académie des Belles-Lettres, l’homme de l’Europe peut-être le plus versé aujourd’hui dans cette partie de l’histoire ; un pareil travail demanderait à être encouragé par le gouvernement.
Il fut élu à l'Académie des Sciences de Saint Petersbourg en 1748, en France à l’Académie des inscriptions et belles-lettres en 1754 et à l’Académie des sciences en 1773.
D’Anville fut l’un des savants en désaccord avec Newton, arguant que la Terre était ovoïde (en forme d'œuf) et non aplatie aux pôles.
Jean-Denis Barbié du Bocage fut l'un de ses élèves.
Jean-Baptiste d'Anville a épousé une fille de Herbert de Hauteclair, procureur d'Alençon, trésorier et conseiller du roi, avec qui il était lié. Ce mariage l'amena à séjourner régulièrement au château de la Chevallerie (Arçonnay, Sarthe).

## Collection de cartes
En plus des cartes dont il était l’auteur, d’Anville avait constitué une abondante collection de documents cartographiques, tant gravés que manuscrits, la plus complète et la plus précieuse, selon Bon-Joseph Dacier, qui ait peut-être jamais existé. De son vivant, elle avait été enrichie de multiples donations faites par des savants, des collectionneurs et des voyageurs de tout pays. Il avait songé dès 1772 à céder cette collection au roi, mais ce n’est qu’en 1779 que l’affaire fut réglée. Lorsque survint la mort de d’Anville, plus riche d’honneurs que d’argent, la collection passa du Louvre, où il logeait, à Versailles, où Jean-Denis Barbié du Bocage poursuivit l’inventaire qui faisait tant défaut depuis que la collection appartenait au roi et qu’il acheva en 1828. Louis-Charles-Joseph de Manne, conservateur-administrateur de la Bibliothèque du Roi, qui avait hérité les fonds de d'Anville et tous ses papiers, donna en 1802 une notice des ouvrages du géographe. Les œuvres de d'Anville devaient contenir 6 volumes accompagnés de cartes dessinées par le géographe mais l’édition fut interrompue par la mort de M. de Manne en 1832 et seuls 2 volumes furent publiés en 1834 par sa veuve et son fils.
La collection passa ensuite au ministère des Affaires étrangères avant de venir, en 1924, enrichir les collections du département des cartes et plans de la Bibliothèque nationale de France. Le récolement entrepris alors par Charles Du Bus permit de constater la perte ou le vol de certaines cartes manuscrites survenus pendant le séjour de la collection chez les diplomates, de sorte qu’elle renferme aujourd’hui près de 10 500 cartes de toute région et de toute époque depuis les premières éditions de la Géographie de Ptolémée jusqu'aux années 1770-1780. Marcel Destombes a retrouvé au département des Estampes et de la Photographie trente-quatre plans manuscrits de villes chinoises utilisées par d’Anville pour ses plans de la Description du P. Du Halde et acquise par la Bibliothèque du roi en 1763 (BNF, Estampes, Vol. mat. 11).

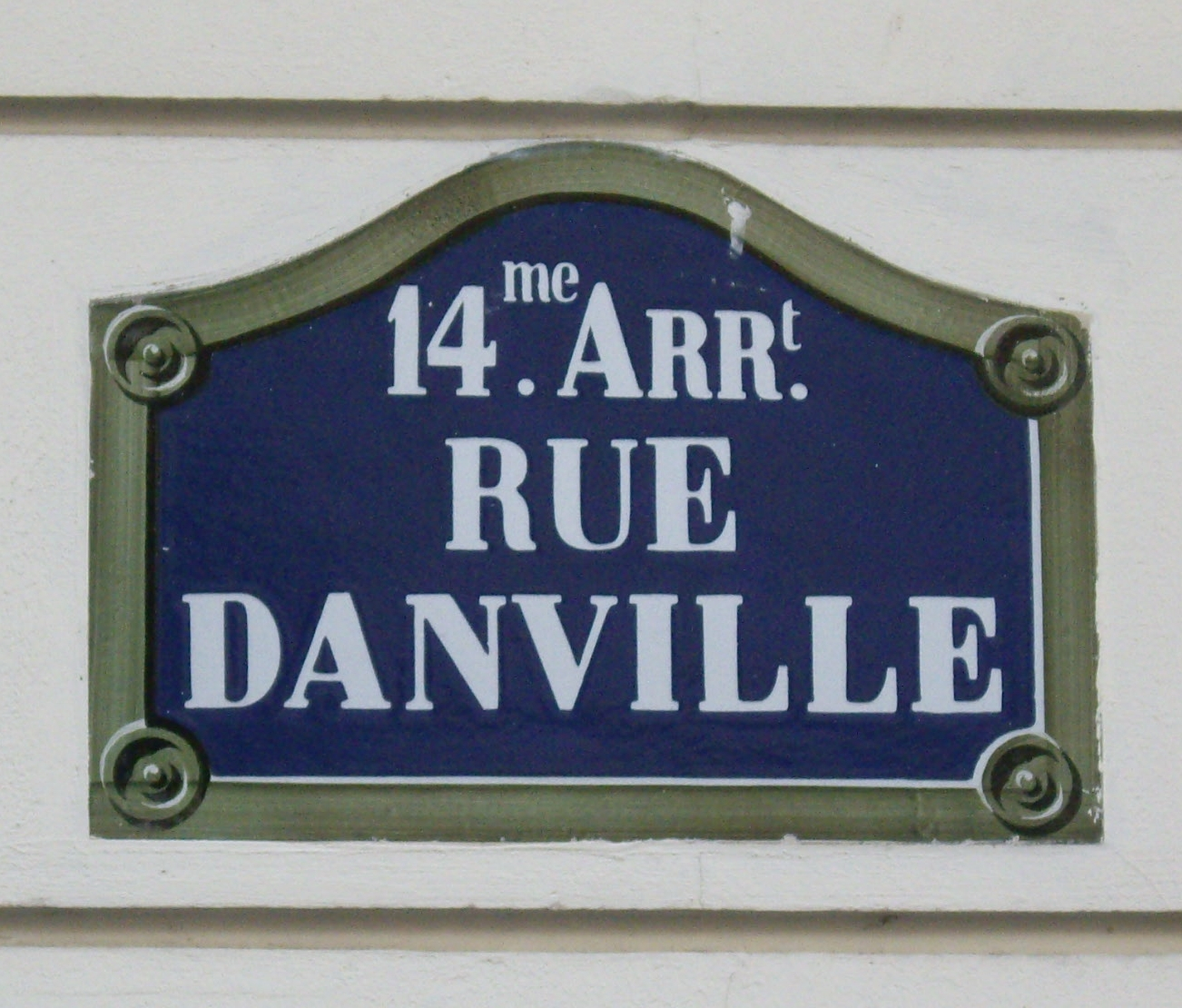
Plaque de la rue Danville, à Paris, en mémoire du géographe

## Hommages
Jean-Baptiste Bourguignon d'Anville figure sur un tableau contemporain d'Anicet Lemonnier (au château de Malmaison), représentant les encyclopédistes dans le salon de Mme Geoffrin, en compagnie de Mme Du Deffand et de Julie de Lespinasse.
Une statue de Jean-Baptiste Bourguignon d'Anville figure parmi les hommes illustres sur la façade de l'hôtel de ville de Paris du côté de la rue de Rivoli.  Une autre version se trouve au château de la Chevallerie, qui était sa résidence de campagne, avec la dédicace suivante: « Johanni Baptistae d'Anville, primo Ludovici XV regis geographo, hoc monumentum ejusdem apud parisias statuae ad exemplar pietatis necnon orati animi pignus nepotes exegerunt ».
Le cratère lunaire Anville, la ville de Danville  dans le Vermontet celle homonyme au Québec, ainsi que la rue Danville dans le 14e arrondissement de Paris, ont été nommés en son honneur

## Cartes et plans
Le département des cartes et plans de la Bibliothèque nationale de France propose dans les pages du serveur Gallica les cartes géographiques et les plans de villes représentant l’ensemble du territoire de la France métropolitaine, dont des documents de géographie ecclésiastique, militaire, fiscale et administrative, des cartes de côtes, de rivières, de routes et de forêts, assemblés par d’Anville, certains autographes. Le bel ensemble des plans de villes permet d’étudier le monde urbain, les fortifications et l’embellissement des villes au XVIIIe siècle. L’on a joint, dans un souci de cohérence, les deux séries de la Carte de France de Cassini : l’édition complète, coloriée, présentée à l’Assemblée nationale en 1790 et la seconde édition de 1815.
En plus des cartes représentant la géographie de la France, du Piémont, de la Savoie et de l’Île de Corse, se trouve une série de cartes cosmographiques, des mappemondes, des cartes de voyages et des cartes générales de l’Europe.
Un programme de recherches sur trois années a été inauguré en 2010 au département des Cartes et plans de la Bibliothèque nationale de France.